# Mallophora
Mallophora is een vliegengeslacht uit de familie van de roofvliegen (Asilidae).

## Soorten
- M. aeaca Williston, 1901
- M. annuliventris Artigas & Angulo, 1980
- M. antiqua Walker, 1855
- M. ardens Macquart, 1934
- M. argentipes Macquart, 1838
- M. armata Artigas & Angulo, 1980
- M. atra Macquart, 1834
- M. barbipes (Wiedemann, 1819)
- M. bassleri Curran, 1941
- M. belzebul Schiner, 1867
- M. bellengeri Farr, 1965
- M. bigoti Lynch Arribálzaga, 1883
- M. bomboides (Wiedemann, 1828)
- M. calida (Fabricius, 1787)
- M. candens (Walker, 1851)
- M. cingulata Artigas & Angulo, 1980
- M. circumflava Artigas & Angulo, 1980
- M. clavipes Curran, 1941
- M. cortesi Artigas & Angulo, 1980
- M. crocuscopa Artigas & Angulo, 1980
- M. cubana Artigas & Papavero, 1997
- M. dureti Artigas & Angulo, 1980
- M. emiliae Carrera, 1960
- M. fautrix Osten-Sacken, 1887
- M. fritzi Artigas & Angulo, 1980
- M. fulva Banks, 1911
- M. fulviventris Macquart, 1850
- M. gracipes Artigas & Angulo, 1980
- M. hemivitrea Artigas & Angulo, 1980
- M. heteroptera Macquart, 1838
- M. inca Curran, 1941
- M. incanipes Artigas & Angulo, 1980
- M. infernalis (Wiedemann, 1821)
- M. leschenaultii Macquart, 1838
- M. leucopyga Artigas & Angulo, 1980

- M. leucotrichia Carrera & Andretta, 1953
- M. lugubris Lynch Arribálzaga, 1880
- M. macquartii Rondani, 1850
- M. media Clements in Clements & Bennett, 1969
- M. minos (Wiedemann, 1824)
- M. nigra Williston, 1885
- M. nigrifemorata Macquart, 1838
- M. nigritarsis (Fabricius, 1805)
- M. orcina (Wiedemann, 1828)
- M. papaveroi Artigas & Angulo, 1980
- M. parasylveirii Artigas & Angulo, 1980
- M. perpusilla (Walker, 1851)
- M. pica Macquart, 1850
- M. pluto (Wiedemann, 1828)
- M. pusilla Macquart, 1838
- M. robusta (Wiedemann, 1828)
- M. ruficauda (Wiedemann, 1828)
- M. rufiventris Macquart, 1838
- M. scopifera (Wiedemann, 1828)
- M. scopipeda Rondani, 1863
- M. scopitarsis Rondani, 1863
- M. singularis Macquart, 1838
- M. sylveirii Macquart, 1838
- M. tertiavitrea Artigas & Angulo, 1980
- M. thompsoni Artigas & Angulo, 1980
- M. tibialis Macquart, 1838
- M. tsacasi Artigas & Angulo, 1980
- M. wilhelmi Artigas & Angulo, 1980
- M. zita Curran, 1941